# Genuchinus muzo
Genuchinus muzo är en skalbaggsart som beskrevs av Jan Krikken 1981. Genuchinus muzo ingår i släktet Genuchinus och familjen Cetoniidae. Inga underarter finns listade i Catalogue of Life.